# Andrés de Orbe y Larreátegui
Andrés de Orbe y Larreátegui (Ermua, 21 marzo 1672 – Madrid, 7 marzo 1740) è stato un religioso e arcivescovo cattolico spagnolo, nonché funzionario al servizio del Regno di Spagna.

## Biografia
Prese i voti il 23 marzo 1687 e fu professato dal vescovo di Calahorra Pedro de Lope y Dorantes. Studiò grammatica e retorica dai padri gesuiti di Vitoria, e si laureò poi in diritto civile e diritto canonico (in utroque iure) all'Università di Salamanca.
Fu una figura influente del primo terzo del XVIII secolo. Ordinato sacerdote, fece una straordinaria carriera ecclesiastica. Divenne vescovo di Barcellona nel 1720 nominato da papa Clemente XI; fu consacrato dall'arcivescovo di Toledo (poi cardinale) Diego Astorga y Céspedes. Fu elevato arcivescovo metropolita di Valencia nel 1725 da papa Benedetto XIII. Ricoprì anche posizioni di rilievo nell'amministrazione statale, come presidente del Consiglio di Castiglia tra il 1727 e il 1733. Nel 1733 fu nominato inquisitore generale e terminò la sua carriera politico-religiosa come nunzio apostolico.
Il re Filippo V istituì il titolo di marchese de Valde-Espina nel 1733 su richiesta dell'arcivescovo Orbe e in favore del nipote e figlioccio, Andrés Agustín de Orbe y Zarauz, che sarebbe diventato il primo marchese di Valde-Espina. In questo modo, l'arcivescovo Orbe riuscì a trasmettere alla sua famiglia il prestigio e la posizione sociale che aveva ottenuto durante la sua vita.
Sua nipote, María Ana de Orbe y Zarauz si sposò a Ermua il 26 ottobre 1744 con José Joaquín de Emparan, XIV signore della nobile casa di Emparan de Azpeitia. Oggi l'Emparan Casa-Torre, residenza della famiglia Emparan, è attualmente sede della Biblioteca Comunale Azpeitia.
Ordinò la costruzione del palazzo Valde-Espina nella sua città natale, che sarebbe diventata la casa padronale dei marchesi. Il palazzo è attualmente sede del municipio di Ermua.

## Genealogia episcopale e successione apostolica
La genealogia episcopale è:
- Cardinale Guillaume d'Estouteville, O.S.B.Clun.
- Papa Sisto IV
- Papa Giulio II
- Cardinale Raffaele Sansone Riario
- Papa Leone X
- Papa Paolo III
- Cardinale Francesco Pisani
- Cardinale Alfonso Gesualdo di Conza
- Papa Clemente VIII
- Cardinale Pietro Aldobrandini
- Cardinale Laudivio Zacchia
- Papa Innocenzo X
- Cardinale Francesco Peretti di Montalto
- Cardinale Federico Borromeo
- Vescovo Juan Asensio Barrios, O. de M.
- Cardinale Pedro de Salazar Gutiérrez de Toledo, O. de M.
- Cardinale Luis Antonio Belluga y Moncada, C.O.
- Cardinale Diego de Astorga y Céspedes
- Arcivescovo Andrés de Orbe y Larreátegui

La successione apostolica è:
- Vescovo José Taberner Dárdena (1721)
- Vescovo Ramón Marimón Corbera (1721)
- Arcivescovo Pedro de la Cuadra Achica (1736)
- Vescovo Jorge Curado Torreblanca (1738)
- Vescovo Andrés Cabrejas Molina (1738)